# Omul care n-a existat niciodată

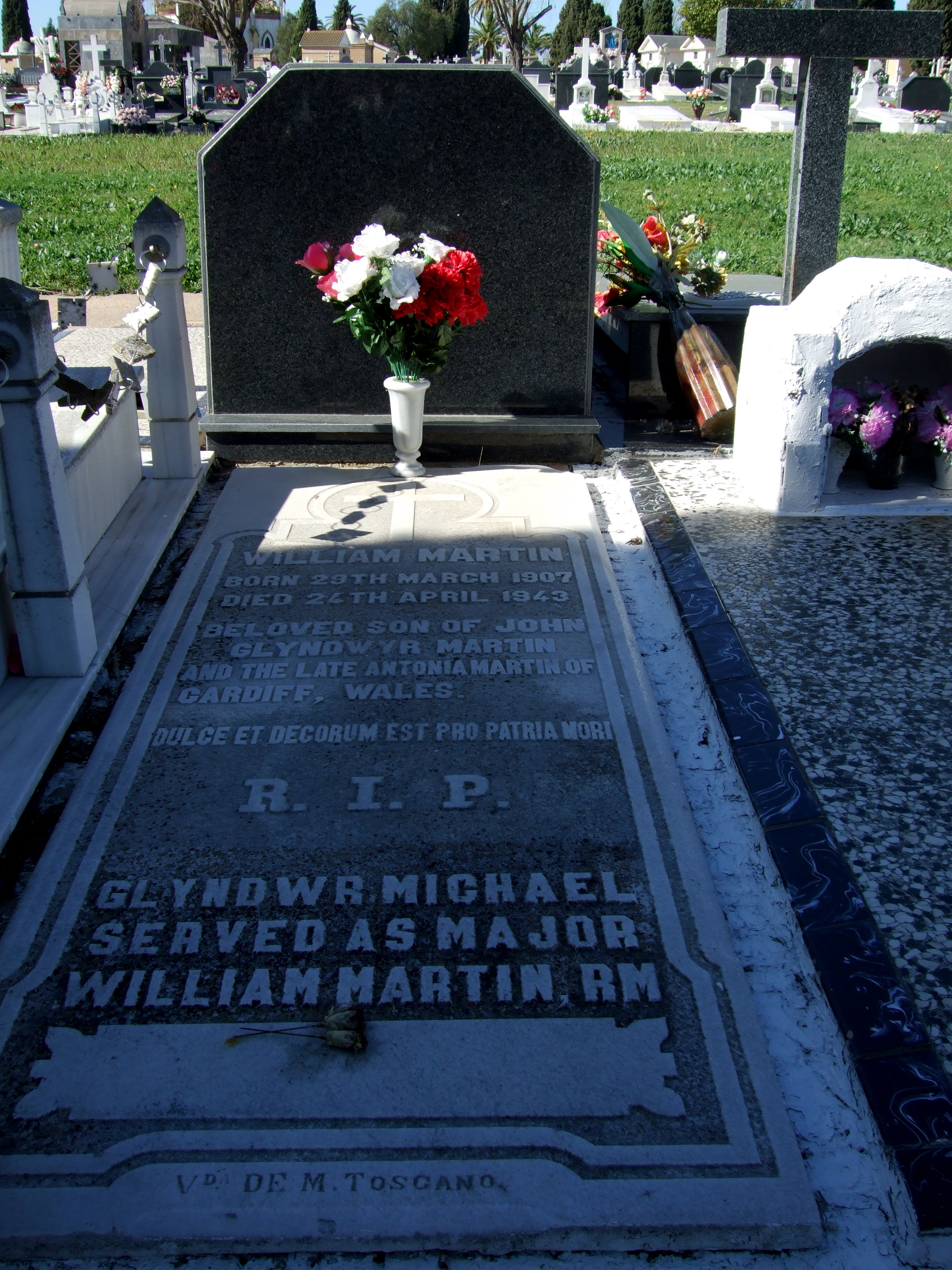

The Man Who Never Was (Omul care n-a existat niciodată) este un film britanic thriller de spionaj din 1956, produs de André Hakim și regizat de Ronald Neame. Rolurile principale au fost interpretate de actorii Clifton Webb și Gloria Grahame. În alte roluri au interpretat Robert Flemyng, Josephine Griffin și Stephen Boyd. Scenariul se bazează pe cartea cu același nume a Lt. Cmdr. Ewen Montagu și prezintă Operațiunea Mincemeat (Carne tocată), un plan al serviciilor secrete britanice din 1943 de a înșela puterile Axei, făcându-le să creadă că invazia Aliaților din Sicilia va avea loc în altă parte în Marea Mediterană.
The Man Who Never Was a fost înscris la Festivalul de Film de la Cannes din 1956, iar scenariul lui Nigel Balchin a câștigat BAFTA pentru acel an.

## Rezumat
În 1943, locotenent-comandorul Marinei Regale Ewen Montagu (Clifton Webb) elaborează o schemă pentru a-i înșela pe naziști cu privire la invazia iminentă a Europei de Sud. Aceasta presupune eliberarea unui cadavru cu o identitate fictivă în largul coastei Spaniei, unde curenții puternici îl vor duce la țărm, în apropierea locului unde operează un cunoscut agent german. Curierul inexistent al Marinei Regale, maiorul William Martin, ar părea o victimă a accidentului de avion care transportă documente despre o viitoare invazie aliată a Greciei ocupate de germani, mai degrabă decât Sicilia, ținta mai evidentă. Depășind reticența înalților ofițeri, Montagu primește aprobarea lui Winston Churchill pentru a-și executa planul, cunoscut sub numele de Operațiunea Mincemeat.
La sfatul unui expert medical, Montagu obține permisiunea tatălui decedatului și procură cadavrul unui bărbat care a murit de pneumonie, ceea ce ar face să pară că s-a înecat. Cadavrul este introdus într-un recipient plin cu gheață carbonică și transferat într-un submarin în așteptare. Cadavrul este eliberat în largul coastei atlantice a Spaniei și este dus de curenți pe țărm conform planului. Autoritățile locale, urmărite de personalul consulatului german și britanic, identifică cadavrul și efectuează o autopsie. După ce dosarul atașat care conține documentele înșelătoare este returnat la Londra, un expert în criminalistică confirmă că scrisoarea cheie, care descrie o invazie aliată a Greciei, a fost deschisă, fotografiată și resigilată în mod inteligent.
Hitler este convins că documentele sunt autentice, deși amiralul Wilhelm Canaris, șeful Abwehr, este sceptic. Germanii trimit la Londra un spion irlandez, Patrick O'Reilly (Stephen Boyd), pentru a investiga. O'Reilly o investighează pe „logodnica” americană a lui Martin, Lucy Sherwood (Gloria Grahame), care este colega de cameră a asistentei lui Montagu, Pam (Josephine Griffin). O'Reilly ajunge la apartamentul acestora, dându-se drept vechiul prieten al lui Martin, în aceeași zi în care Lucy a primit vestea că adevăratul ei iubit a fost ucis în acțiune. Durerea ei autentică îl convinge în mare parte pe O'Reilly. Ca test final, el îi dă lui Lucy adresa sa din nordul Londrei, spunându-i să-l contacteze dacă are nevoie de ceva. Apoi le transmite prin radio contactelor sale germane că, dacă nu trimite alt mesaj într-o oră, a fost arestat. În timp ce Montagu, generalul Coburn (Michael Hordern) de la Scotland Yard și ofițerii de poliție sunt în drum spre apartamentul lui O'Reilly, Montagu își dă seama de ce O'Reilly și-a lăsat adresa și îl convinge pe un Coburn reticent să-l lase pe O'Reilly să plece. După ce nimeni nu-l arestează, O'Reilly trimite un mesaj radio: „Martin autentic!”. Germanii își transferă apoi majoritatea forțelor bazate în Sicilia în Grecia, ceea ce face ca invazia aliată a Siciliei să reușească.
După război, Montagu primește mai multe decorații și premii pentru serviciul său în timpul războiului, inclusiv Ordinul Imperiului Britanic (OBE). El vizitează Spania și își lasă medalia OBE la mormântul maiorului Martin, „omul care n-a existat niciodată”.

## Distribuție
- Clifton Webb - Lt. Cmdr. Ewen Montagu⁠(d)
- Gloria Grahame - Lucy Sherwood
- Robert Flemyng⁠(d) - Lt. George Acres
- Josephine Griffin⁠(d) - Pam
- Stephen Boyd - Patrick O'Reilly
- Laurence Naismith as Adm. Cross
- William Russell⁠(d) - Joe (logodnicul lui Lucy)
- Geoffrey Keen⁠(d) - Gen. Archibald Nye⁠(d)
- Moultrie Kelsall⁠(d) - the Father
- Cyril Cusack - taxi driver
- André Morell⁠(d) - Sir Bernard Spilsbury⁠(d)
- Michael Hordern⁠(d) - Gen. Coburn
- William Squire⁠(d) - submarine commander Bill Jewell⁠(d)
- Allan Cuthbertson⁠(d) - Vice-Admiral
- Miles Malleson⁠(d) - scientist
- Joan Hickson⁠(d) - landlady
- Terence Longdon⁠(d) - Larry
- Gibb McLaughlin⁠(d) - club porter
- Gordon Bell - Customs Officer
- Wolf Frees⁠(d) - Admiral Wilhelm Canaris (nemenționat)
- Ewen Montagu⁠(d) - an Air Vice Marshal (nemenționat)
- Peter Williams⁠(d) - Admiral Mountbatten (nemenționat)

## Acuratețe istorică
Operațiunea Mincemeat a implicat achiziționarea și îmbrăcarea unui cadavru uman ca „maior William Martin, R.M.” și aruncarea lui în mare, lângă Huelva, Spania. Pe cadavru a fost atașată o servietă care conținea scrisori false care afirmă în mod fals că atacul aliaților va fi împotriva Sardiniei și Greciei și nu împotriva Siciliei, punctul real al invaziei. Când cadavrul a fost găsit, Serviciul de Informații spaniol a transmis copii ale documentelor Serviciului de Informații german, care le-a transmis Înaltului Comandament. Înșelătoria a fost atât de reușită, încât germanii încă mai credeau că Sardinia și Grecia erau obiectivele urmărite la câteva săptămâni după începerea debarcărilor în Sicilia.
Identitatea exactă a „omului care n-a existat niciodată” a fost centrul controverselor de la sfârșitul războiului. Pe de o parte, anumite relatări susțin că adevărata identitate a „Maiorului William Martin” era un alcoolic, fără adăpost deratizator, din Aberbargoed, Țara Galilor, Glyndwr Michael, care a murit de la o doză mică de otravă pentru șobolani. Cu toate acestea, în 2002, autorii John și Noreen Steele au publicat relatarea non-fictivă a The Secrets of HMS Dasher, despre un transportator de escortă care a explodat și s-a scufundat în Firth of Clyde în perioada în care a început Operațiunea Mincemeat. Soții Steele au susținut că trupul „maiorului Martin” era de fapt cel al marinarului John Melville, una dintre victimele de pe HMS Dasher. Mai mult, s-a raportat că acuratețea acestei afirmații a fost verificată de Royal Navy la sfârșitul lunii octombrie 2004 și a avut loc o slujbă comemorativă pentru Melville, în care a fost celebrat ca unul a cărui „memorie trăiește în filmul Omul care nu a fost niciodată... ne-am adunat astăzi aici pentru a ne aminti de John Melville ca un om care a fost cu siguranță.” Există unele dovezi circumstanțiale care susțin, de asemenea, identitatea cadavrului folosit ca fiind al lui Melville.  De fapt, profesorul Denis Smyth, cercetător la Universitatea din Toronto, a contraargumentat că Glyndwr Michael a fost într-adevăr adevăratul „Maior Martin”. Pentru a-și susține afirmațiile, Smyth a publicat conținutul unei note secrete și a unui raport oficial, ambele scrise de însuși Ewen Montagu, care confirmă povestea lui Glyndwr Michael.
Indiferent de identitatea maiorului Martin, scenariul lui Nigel Balchin a rămas la fel de aproape de adevăr pe cât a fost convenabil, totuși cu o anumită dramatizare. De exemplu, episodul spionului irlandez, O'Reilly, este o născocire completă. Serviciul de Securitate britanic controla rețeaua de spionaj germană din Marea Britanie cu sistemul său Double-Cross, deși acest fapt era încă secret în momentul filmărilor. Ewen Montagu⁠(d) s-a declarat mulțumit de incidentele fictive care, deși nu s-au întâmplat, s-ar fi putut întâmpla.
În timpul filmărilor, Montagu are un rol cameo, cel al unui vicemareșal al Royal Air Force care are îndoieli cu privire la fezabilitatea planului propus. A fost descris de Ben Macintyre drept un moment „suprareal” în care adevăratul Montagu s-a adresat personajului său fictiv, interpretat de Webb.

## Recepție
Filmul a câștigat aproximativ 1,1 milioane de dolari americani în venituri din America de Nord în 1956.
Radio Times⁠(d) a scris: „filmul poate părea exagerat de reverențios după standardele actuale. Dar aceasta este încă o poveste de spionaj crucială în timpul războiului, care merită urmărită.”

## ParodiaThe Goon Show
Emisiunea de comedie radio de la BBC, The Goon Show, a făcut o referință la povestirea The Man Who Never Was (bazată pe carte) și a încorporat majoritatea personajelor obișnuite din Goon Show. Scrisă de Spike Milligan⁠(d) și Larry Stephens, prima versiune a scenariului a format două treimi din episodul difuzat pe 31 martie 1953, înainte de lansarea filmului. La fel ca majoritatea episoadelor timpurii, acesta nu mai există.
Milligan și Stephens au scris mai târziu o versiune integrală care a fost difuzată la 20 martie 1956. Ulterior, Milligan a revizuit acest scenariu pentru episodul difuzat la 17 februarie 1958. Ambele versiuni ulterioare au fost lansate pe CD-uri. Întâmplător, Peter Sellers (membru Goon) a interpretat vocea lui Winston Churchill în film, deși personajul nu a apărut în adaptarea Goon Show.